# Rolf Halama
Rolf Hans Halama (* 11. September 1935 in Edelfingen, heute Bad Mergentheim) ist ein Brigadegeneral außer Dienst des Heeres der Bundeswehr.

## Leben
Beförderungen
- 1958 Leutnant
- 1961 Oberleutnant
- 1965 Hauptmann
- 1970 Major
- 1972 Oberstleutnant
- 1983 Oberst
- 1991 Brigadegeneral

Halama trat am 1. Oktober 1956 beim Panzergrenadierlehrbataillon in Hammelburg in die Bundeswehr ein, besuchte 1957 die Heeresoffizierschule I in Hannover und die Infanterieschule in Hammelburg, war von 1958 bis 1960 Zugführer im Grenadierbataillon 24 (später umbenannt in Panzergrenadierbataillon 281) in Ellwangen (Jagst) und Neuburg an der Donau, von 1960 bis 1964 Offizier für Personalwesen und Militärisches Nachrichtenwesen (S 1/S 2) im Panzergrenadierbataillon 281 in Neuburg an der Donau und von 1964 bis 1967 S 1 der Panzergrenadierbrigade 29 in Sigmaringen. Von 1967 bis 1970 war er Hörsaalleiter und Lehroffizier in der Fähnrich-Inspektion an Schule Technische Truppe in Aachen.
Halama war von 1970 bis 1972 stellvertretender Bataillonskommandeur des Panzergrenadierbataillons 362 in Walldürn, von 1972 bis 1973 Hörsaalleiter und Lehrstabsoffizier Taktik sowie Stabsoffizier S 1 an der Heeresoffizierschule III in München, von 1973 bis 1977 Bataillonskommandeur des Panzergrenadierbataillons 322 in Schwanewede, von 1977 bis 1980 Hörsaalleiter und Panzergrenadierstabsoffizier und Inspektionschef der I. Inspektion der Lehrgruppe A der Kampftruppenschule II in Munster, von 1980 bis 1983 Leiter des Heeresverbindungsstabes 9 bei der United States Army Infantry School in Fort Benning in den Vereinigten Staaten, von 1983 bis 1985 stellvertretender Brigadekommandeur der Panzergrenadierbrigade 7 in Hamburg, von 1985 bis 1988 Stellvertreter des Beauftragten für Reservistenangelegenheiten und Stellvertreter des Beauftragten für Erziehung und Ausbildung des Generalinspekteurs der Bundeswehr im Bundesministerium der Verteidigung in Bonn.
Halama war von 1988 bis 1991 Brigadekommandeur der Panzergrenadierbrigade 7 in Hamburg, von 1991 bis 1994 stellvertretender Divisionskommandeur der 3. Panzerdivision in Buxtehude. In seiner letzten Verwendung war Halama ab April 1994 stellvertretender Befehlshaber im Wehrbereich VII und zugleich stellvertretender Divisionskommandeur und Kommandeur Divisionstruppen der 13. Panzergrenadierdivision in Leipzig. Mit Ablauf des September 1995 wurde er in den Ruhestand versetzt.
Halama ist evangelisch, verheiratet und hat drei Söhne.

## Auszeichnungen
- Army Commendation Medal
- Ehrenritterkreuz des Johanniterordens
- Abzeichen für besondere Leistungen im Truppendienst in Gold
- Deutsches Sportabzeichen in Gold